# Stary Zamek
Stary Zamek est une localité polonaise de la gmina de Sobótka, située dans le powiat de Wrocław en voïvodie de Basse-Silésie.